# تشرنوشین
تشرنوشین (به چکی: Černošín) یک منطقهٔ مسکونی و شهرستان دارای شهرک سابقاً روستا در جمهوری چک است که در ناحیه تاخوو واقع شده‌است. تشرنوشین ۱٬۱۲۲ نفر جمعیت دارد.